# 蒂莫·富鲁霍尔姆

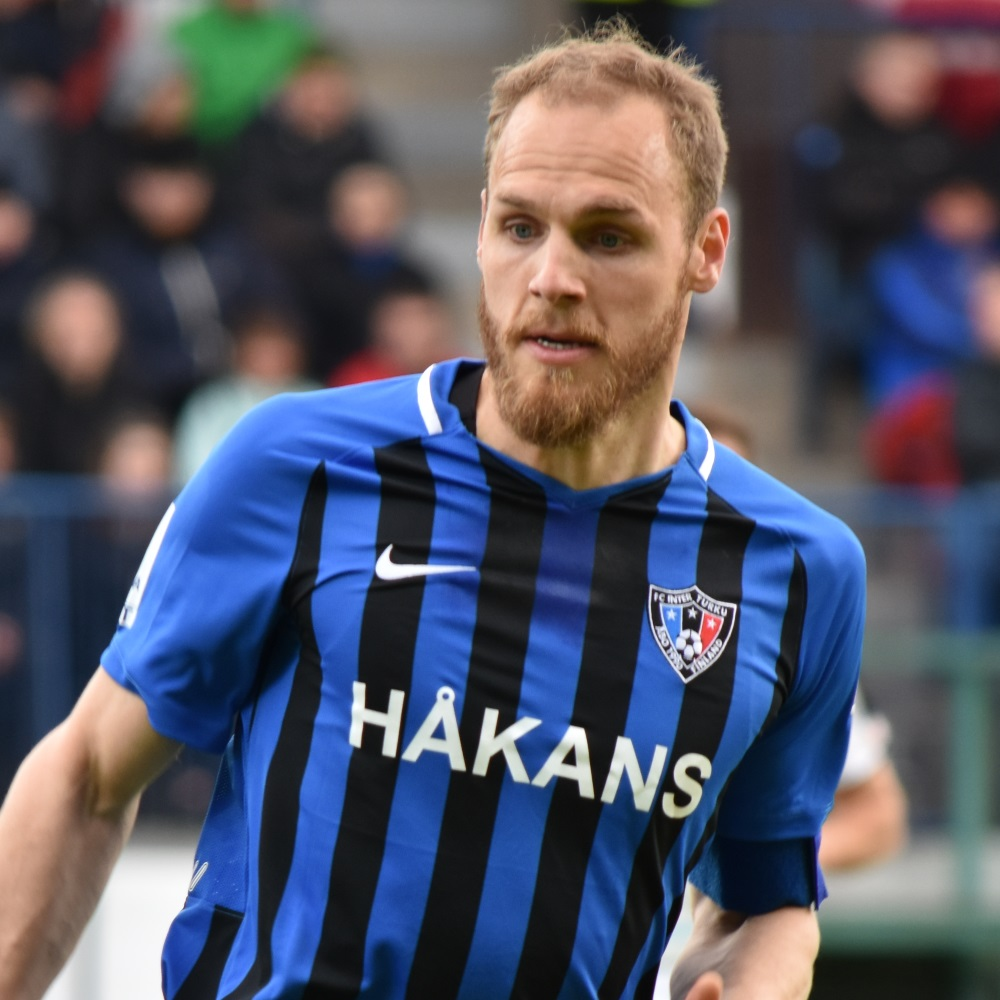
富鲁霍尔姆于2018年

蒂莫·富鲁霍尔姆（芬蘭語：Timo Furuholm；1987年10月11日—）是一位芬蘭足球運動員。在場上的位置是前鋒。他現在效力於德國足球丙級聯賽球隊哈勒足球俱樂部。他也代表芬蘭國家足球隊參賽。